# Hulu Theater
El Hulu Theater es una arena que se encuentra dentro del Madison Square Garden situado en Nueva York, Estados Unidos. La arena se inauguró en 1968 y tiene una capacidad para albergar hasta 6000 personas.
Este recinto asienta entre 2000 y 6000 para conciertos y también se puede utilizar para reuniones, espectáculos y ceremonias de graduación. Ningún asiento está a más de 177 pies (54 m) de la etapa de 30 por 64 pies (9.1 por 19.5 m). Como se encuentra debajo de la arena principal del Madison Square Garden, el teatro tiene un techo relativamente bajo de 20 pies (6,1 m) al nivel del escenario y todos sus asientos, excepto las cajas en las dos paredes laterales, están en un nivel inclinado hacia atrás escenario. Hay un lobby de 840 pies cuadrados (740 m²) en el teatro.

## Eventos
Fue el anfitrión de la decimocuarta pelea profesional de Mike Tyson contra Sammy Scaff el 6 de diciembre de 1985. El teatro ocasionalmente organiza combates de boxeo en las noches cuando la arena principal no está disponible, o peleas entre boxeadores prometedores que la gerencia cree que no llenarán "la gran sala". Las peleas de boxeo notables en el Teatro incluyen a Juan Manuel López vs Rogers Mtagwa en 2009, Juan Manuel López vs Steven Luevano en 2010, Nonito Donaire vs Omar Narváez en 2011, Mikey Garcia vs Orlando Salido en 2013, Mikey Garcia vs Juan Carlos Burgos en 2014, Vasyl Lomachenko vs Román Martínez en 2016, Vasyl Lomachenko vs Guillermo Rigondeaux en 2017, Vyacheslav Shabranskyy vs Sergey Kovalev en 2017.